# Laurent Fournier
Pour les articles homonymes, voir Fournier.
Ne pas confondre avec le footballeur Laurent Fourrier
Laurent Fournier, né le 14 septembre 1964 à Lyon, est un footballeur international français reconverti entraîneur.

## Biographie

### Carrière de joueur
Formé à l'Olympique lyonnais, Laurent Fournier remporte avec les cadets lyonnais le championnat national des cadets, victoire 1-0 sur le Paris Saint-Germain. Il débute en première division le 8 novembre 1980, âgé seulement de 16 ans, 1 mois et 26 jours. Après huit saisons passées dans la capitale des Gaules, puis deux années chez le grand rival stéphanois, il rejoint en 1990 l'Olympique de Marseille, qui dispose alors d'une des meilleures équipes européennes.
Il devient champion de France et dispute la finale de Coupe des clubs champions européens à Bari contre l'Étoile rouge de Belgrade.
Après cette unique saison sous le maillot marseillais, il rejoint le Paris Saint-Germain, équipe dont il sera l'un des joueurs emblématiques. Infatigable milieu de terrain défensif, il participe au titre de champion de 1994, aux premières grandes épopées européennes, et de retour d'une saison aux Girondins de Bordeaux remporte la Coupe des coupes en 1996.
Son passage dans la capitale reste marqué par une erreur administrative qui a failli éliminer le PSG de la Ligue des champions dès le tour préliminaire. En 1997, Laurent Fournier avait en effet joué le match aller contre le FC Steaua Bucarest, alors qu'il était suspendu ; le score — déjà défavorable au PSG — de 3-2 fut donc ramené, en sanction, à 3-0. Au retour, le 27 août 1997, le PSG devait donc gagner avec 4-0 pour se qualifier. Laurent Fournier se rappelle la gageure en ces termes :
« À l'époque, je prenais beaucoup de cartons. Je ne les comptabilisais pas. J'avais totalement oublié qu'après avoir été exclu en Super Coupe contre la Juventus en janvier j'avais été averti en finale de la Coupe des Coupes en mai contre Barcelone, et que je ne pouvais pas jouer contre le Steaua. Je ne me suis pas considéré comme coupable, mais, comme toute l'équipe, j'ai pris un énorme coup de massue sur la tête. Mais le groupe s'est aussitôt remobilisé. C'est exactement ce qu'il fallait. »
Emmené par le capitaine Raí, le PSG tenait le score de 4-0 au bout d'une demi-heure, et finit par gagner 5-0.
Avec le PSG, il aura tout remporté : championnat, Trophée des champions, coupe de France, coupe de la Ligue, coupe d'Europe.
Il quitte le club en 1998 avec un dernier doublé coupe de France-coupe de la Ligue, remporté au Stade de France.

### Reconversion
En 1998, Fournier rejoint le SC Bastia en tant que joueur, mais est rapidement sollicité en cours de saison pour devenir l'entraîneur de l'équipe. Cette expérience improvisée de quelques mois s'avère être un cuisant échec. Après avoir envisagé de se reconvertir dans le journalisme, Fournier se laisse finalement tenter par un retour aux choses du football. Après avoir entraîné les jeunes de Feucherolles, village des Yvelines, il prend en main le petit club de Pacy-sur-Eure, avant en 2003 de revenir au Paris Saint-Germain pour entraîner l'équipe réserve.
Le 9 février 2005, il est nommé entraîneur de l'équipe première après le limogeage de Vahid Halilhodžić, afin de tenter de sauver la saison ratée du club. Il termine correctement cette moitié de saison, et prolonge le bail avec Paris, soutenu par ses joueurs, mais en décembre 2005 il est remercié et remplacé par Guy Lacombe pour cause, d'après le président du Paris-Saint-Germain Pierre Blayau, de résultats insuffisants (l'équipe était pourtant 6e à seulement un point du deuxième. Elle gagne la Coupe de France, mais finit 9e en Championnat, à 32 points du champion lyonnais).
À la suite du licenciement de Régis Brouard, Laurent Fournier est nommé entraîneur du Nîmes Olympique (National) le 4 octobre 2007. Il signe jusqu'à la fin de saison 2007-2008 avec une prolongation de deux ans en cas de montée en Ligue 2. Cependant dès le 3 décembre 2007 il démissionne de son poste, à la suite des mauvais résultats de l'équipe (à son arrivée au club Nîmes était 8e, à cinq points du leader, à son départ les Gardois sont 11e à douze points du leader).
Le 8 juin 2009, il signe un contrat d'un an avec l'US Créteil-Lusitanos. Malgré une belle saison avec une quatrième place obtenue par le club, il décide de partir à la fin de l'exercice 2009-2010.
Le 9 juin 2010, il signe un contrat de deux ans avec le RC Strasbourg afin de permettre au club de retrouver la Ligue 2. Malgré les difficultés financières du club alsacien, il parvient à hisser son équipe à la quatrième place du championnat National.
Le 8 juin 2011, il signe un contrat avec l'AJ Auxerre pour remplacer Jean Fernandez parti à l'AS Nancy-Lorraine qui lui-même remplaçait le départ de Pablo Correa.
Le 18 mars 2012, il est renvoyé par Auxerre car le club occupe la 20e place du championnat.
Le 3 juin 2013, il s'engage avec le Red Star, avec Patrick Colleter comme adjoint. L'ambition du club est d'atteindre la Ligue 2. Il est démis de ses fonctions en octobre 2013.
Le 8 juin 2016, il redevient l'entraîneur de l'US Créteil-Lusitanos à la place de Laurent Roussey. Il est démis de ses fonctions en décembre 2016.
En juin 2019, il est nommé entraîneur de Poissy. Il a été démis de ses fonctions d’entraîneur en octobre 2020.
En décembre 2021, il devient consultant sur Eurosport pour la Coupe de France.
Le 26 juillet 2023, il s'est engagé pour une année plus une autre en option en cas de montée avec C' Chartres. Le 14 janvier 2025, alors que l'équipe occupe la première place au classement sa poule de National 3, il est licencié par le club. Le président Rasim Ozpinar étant mécontent des performances à domicile et du jeu proposé alors que le club possède le plus gros budget de sa poule (1,7 million d’euros).

## Statistiques
| Saison                | Club                   | Championnat           | Championnat | Championnat | Coupe nationale | Coupe nationale | Coupe de la Ligue | Coupe de la Ligue | Supercoupe | Supercoupe | Compétition(s) continentale(s) | Compétition(s) continentale(s) | Compétition(s) continentale(s) | Supercoupe UEFA | Supercoupe UEFA | France | France | Total | Total |
| Saison                | Club                   | Division              | M.          | B.          | M.              | B.              | M.                | B.                | M.         | B.         | Comp.                          | M.                             | B.                             | M.              | B.              | M.     | B.     | M.    | B.    |
| 1980-1981             | Olympique lyonnais     | Division 1            | 15          | 0           | 1               | 0               | -                 | -                 | -          | -          | -                              | -                              | -                              | -               | -               | -      | -      | 16    | 0     |
| 1981-1982             | Olympique lyonnais     | Division 1            | 17          | 0           | 3               | 0               | -                 | -                 | -          | -          | -                              | -                              | -                              | -               | -               | -      | -      | 20    | 0     |
| 1982-1983             | Olympique lyonnais     | Division 1            | 32          | 4           | 5               | 1               | -                 | -                 | -          | -          | -                              | -                              | -                              | -               | -               | -      | -      | 37    | 5     |
| 1983-1984             | Olympique lyonnais     | Division 2            | 36+1        | 4+0         | 7               | 3               | -                 | -                 | -          | -          | -                              | -                              | -                              | -               | -               | -      | -      | 44    | 7     |
| 1984-1985             | Olympique lyonnais     | Division 2            | 32          | 4           | 3               | 0               | -                 | -                 | -          | -          | -                              | -                              | -                              | -               | -               | -      | -      | 35    | 4     |
| 1985-1986             | Olympique lyonnais     | Division 2            | 33+1        | 4+0         | 2               | 0               | -                 | -                 | -          | -          | -                              | -                              | -                              | -               | -               | -      | -      | 36    | 4     |
| 1986-1987             | Olympique lyonnais     | Division 2            | 32+2        | 4+0         | 6               | 2               | -                 | -                 | -          | -          | -                              | -                              | -                              | -               | -               | -      | -      | 40    | 6     |
| 1987-1988             | Olympique lyonnais     | Division 2            | 26+3        | 2+0         | 5               | 0               | -                 | -                 | -          | -          | -                              | -                              | -                              | -               | -               | -      | -      | 34    | 2     |
| 1988-1989             | AS Saint-Étienne       | Division 1            | 34          | 3           | 1               | 0               | -                 | -                 | -          | -          | -                              | -                              | -                              | -               | -               | -      | -      | 35    | 3     |
| 1989-1990             | AS Saint-Étienne       | Division 1            | 36          | 4           | 5               | 1               | -                 | -                 | -          | -          | -                              | -                              | -                              | -               | -               | -      | -      | 41    | 5     |
| 1990-1991             | Olympique de Marseille | Division 1            | 17          | 2           | 5               | 1               | -                 | -                 | -          | -          | C1                             | 6                              | 1                              | -               | -               | -      | -      | 28    | 4     |
| 1991-1992             | Paris Saint-Germain    | Division 1            | 34          | 3           | 1               | 1               | -                 | -                 | -          | -          | -                              | -                              | -                              | -               | -               | -      | -      | 35    | 4     |
| 1992-1993             | Paris Saint-Germain    | Division 1            | 33          | 6           | 6               | 1               | -                 | -                 | -          | -          | C3                             | 9                              | 0                              | -               | -               | 3      | 0      | 51    | 7     |
| 1993-1994             | Paris Saint-Germain    | Division 1            | 26          | 1           | 2               | 1               | -                 | -                 | -          | -          | C2                             | 8                              | 0                              | -               | -               | -      | -      | 36    | 2     |
| 1994-1995             | Girondins de Bordeaux  | Division 1            | 31          | 4           | 4               | 0               | 1                 | 0                 | -          | -          | C3                             | 4                              | 1                              | -               | -               | -      | -      | 40    | 5     |
| 1995-1996             | Girondins de Bordeaux  | Division 1            | -           | -           | -               | -               | -                 | -                 | -          | -          | CI                             | 1                              | 0                              | -               | -               | -      | -      | 1     | 0     |
| 1995-1996             | Paris Saint-Germain    | Division 1            | 34          | 2           | 3               | 0               | -                 | -                 | 1          | 0          | C2                             | 8                              | 0                              | -               | -               | -      | -      | 46    | 2     |
| 1996-1997             | Paris Saint-Germain    | Division 1            | 30          | 1           | 3               | 0               | 1                 | 1                 | -          | -          | C2                             | 9                              | 0                              | 1               | 0               | -      | -      | 44    | 2     |
| 1997-1998             | Paris Saint-Germain    | Division 1            | 27          | 0           | 5               | 1               | 5                 | 0                 | -          | -          | C1                             | 6                              | 0                              | -               | -               | -      | -      | 43    | 1     |
| 1998-1999             | SC Bastia              | Division 1            | 5           | 0           | -               | -               | -                 | -                 | -          | -          | -                              | -                              | -                              | -               | -               | -      | -      | 5     | 0     |
| Total sur la carrière | Total sur la carrière  | Total sur la carrière | 537         | 48          | 67              | 12              | 7                 | 1                 | 1          | 0          | -                              | 51                             | 2                              | 1               | 0               | 3      | 0      | 667   | 63    |

## Palmarès de joueur

### En club
- Vainqueur de la Coupe d'Europe des Vainqueurs de Coupes en 1996 avec le Paris Saint-Germain
- Champion de France en 1991 avec l'Olympique de Marseille et en 1994 avec le Paris Saint-Germain
- Vainqueur de la Coupe de France en 1993 et en 1998 avec le Paris Saint-Germain
- Vainqueur de la Coupe de la Ligue en 1998 avec le Paris Saint-Germain
- Vainqueur du Trophée des Champions en 1995 avec le Paris Saint-Germain
- Finaliste de la Supercoupe d'Europe en 1996 avec le Paris Saint-Germain
- Finaliste de la Coupe d'Europe des Clubs Champions en 1991 avec l'Olympique de Marseille
- Finaliste de la Coupe d'Europe des Vainqueurs de Coupes en 1997 avec le Paris Saint-Germain
- Vice-champion de France en 1993, 1996 et en 1997 avec le Paris Saint-Germain
- Finaliste de la Coupe de France en 1991 avec l'Olympique de Marseille
- Champion de France Cadets 1980 avec l'Olympique Lyonnais

### En équipe de France
- 3 sélections en 1992[13]
- 13 sélections avec les Espoirs
- Champion d'Europe Juniors en 1983 avec les Juniors

| Date             | Stade                       | Matche            | Score | Titulaire | Minutes Jouées | But(s) | Type                              |
| ---------------- | --------------------------- | ----------------- | ----- | --------- | -------------- | ------ | --------------------------------- |
| 2 août 1992      | Parc des Princes (Paris)    | France - Brésil   | 0-2   | Non       | 34             | 0      | Match amical                      |
| 9 septembre 1992 | Stade Vassil-Levski (Sofia) | Bulgarie - France | 2-0   | Oui       | 61             | 0      | Éliminatoires Coupe du monde 1994 |
| 14 octobre 1992  | Parc des Princes (Paris)    | France - Autriche | 2-0   | Oui       | 27             | 0      | Éliminatoires Coupe du monde 1994 |

## Particularité
Laurent Fournier est à ce jour, le seul joueur français à avoir disputé trois finales de Coupe d'Europe sous le maillot de clubs français : en 1991 avec l'Olympique de Marseille en C1, en 1996 et en 1997 avec le Paris Saint-Germain en C2.
Il est également le seul joueur à ce jour, avec Hatem Ben Arfa, à avoir porté les maillots de l'Olympique Lyonnais, de l'Olympique de Marseille, du Paris Saint-Germain et des Girondins de Bordeaux. De plus, il a aussi porté celui de l'AS Saint-Étienne.